# سونیا دویل
داریا رائی برناتو (به انگلیسی: Daria Rae Berenato) (زاده 24 سپتامبر 1993) یک کشتی‌گیر حرفه ای آمریکایی و هنرپیشه رزمی مختلط است. او با نام حلقه ای سونیا دویل به دبلیودبلیوئی وارد شده و اکنون در دبلیودبلیوئی به عنوان ترتیب دهنده مسابقات زنان فعالیت می‌کند.
برناتو در رقابت‌های فصل 2015 WWE Tough Enough یک شرکت کننده بود و یازدهم شد. در اکتبر سال ۲۰۱۵، وی با WWE قرارداد بست و به مرکز عملکرد WWE در اورلاندو، فلوریدا واگذار شد.

## اوایل زندگی
برناتو در خانواده ایتالیایی در شهر شامونگ ، نیوجرسی به دنیا آمد. او در دبیرستان سنکا در تابناک ، درس خواند در سن ۱۶ سالگی، برناتو شروع به تمرین و رقابت در ورزش های رزمی مختلط کرد.

## ورود به دنیای کشتی حرفه ای

### WWE

#### Tough Enough و ان اکس تی (۲۰۱۵–۲۰۱۷)
در ژوئن سال ۲۰۱۵، برناتو یکی از سیزدهمین فینالیست برای ششمین فصل رقابت دبلیودبلیوئی Tough Enough بود. او سومین رقیبی بود که از این رقابت‌ها حذف شد.
در اکتبر سال ۲۰۱۵، برناتو با WWE، قراردادی امضا کرد و به مارک توسعه آنها NXT اختصاص داده شد تا آموزش خود را آغاز کند. او اولین حضور خود را در رینگ در تاریخ ۳ دسامبر در جریان یک رویداد زنده در برابر نیا جکس تجربه کرد، که باخت. برناتو اولین حضور تلویزیونی خود و اولین حضور در رینگ را با نام واقعی خود در قسمت ۱۷ اوت NXT انجام داد، جایی که در یک مسابقه تیمی با برچسب شش زن به همراه مندی رز و الکسا بلیس به رقابت پرداخت که در آن از کارملا، لیو مورگان و نیکی کراس شکست خوردند. برناتو در قسمت ۲۳ نوامبر NXT در یکی دیگر از بازی‌های تیمی شش زن با The Iconic Duo (بیلی کی و پیتون رویس) به تلویزیون بازگشت، جایی که آنها به آلیاه، امبر مون و لیو مورگان باختند. در قسمت ۲۱ دسامبر NXT، برناتو در اولین مسابقه تک نفره خود به رقابت پرداخت، جایی که به دلیل حواس‌پرتی پایتون رویس توسط بیلی کی شکست خورد.
برناتو در تاریخ ۳ مه 2017 NXT تحت نام حلقه ای جدید سونیا دویل بازگشت، و در مسابقه بتل رویال برای قهرمانی زنان NXT (در آن زمان کمربند دست آسکا بود) شرکت کرد، اما توسط پیتون رویس و بیلی کی حذف شد. پس از این، دویل شروع به پیروزی کرد و لیسی ایوانز، راشل ایورز، جنا وان بنمل، و زدا را شکست داد. پس از وقفه کوتاه دیگر، دویل در قسمت ۱۸ اکتبر NXT بازگشت، جایی که در یک مسابقه تهدیدی سه جانبه مقابل Ember Moon و روبی رایت شرکت کرد تا در مسابقه چهار جانبه مهیج برای قهرمانی زنان NXT در NXT TakeOver WarGames شرکت کند. اما امبر مون برنده مسابقه شد.
در قسمت ۲۲ نوامبر NXT، دویل از روبی ریوت شکست خورد. بازی برگشت در قسمت ۶ دسامبر NXT برگزار شد، جایی که آنها در یک مسابقه بدون مانع که دویل برنده شد روبرو شدند.
سپس دویل Ember Moon را در قسمت ۲۷ دسامبر NXT به چالش کشید.

#### اتحاد با مندی رز (۲۰۱۷ - حال)

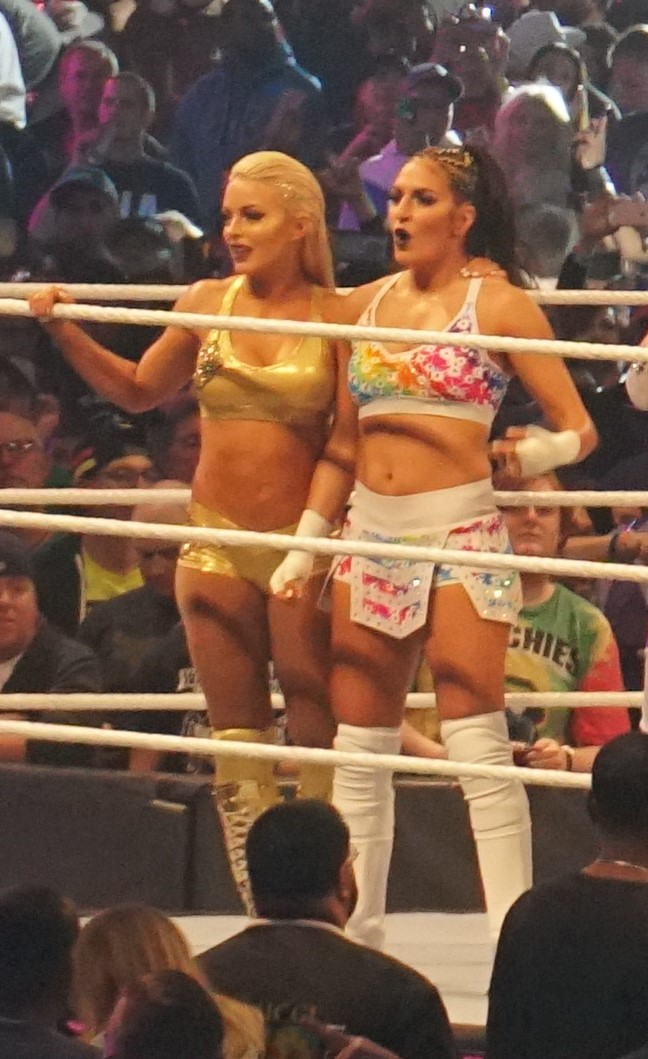
دویل (راست) با مندی رز در WrestleMania 34 در آوریل ۲۰۱۸

در تاریخ ۲۰ نوامبر ۲۰۱۷، شو Raw، سونیا دویل به مندی رز و پیج پیوست و آنها به ساشا بنکس، بیلی، میکی جیمز و الکسا بلیس حمله کردند. یک هفته بعد، نام این گروه سه‌گانه با عنوان Absolution مشخص شد. دویل اولین مسابقه تلویزیونی خود را در فهرست اصلی در Tribute to Troops در تاریخ ۱۹ دسامبر برگزار کرد، جایی که Absolution بیلی، میکی جیمز و ساشا بنکس را شکست داد.
در تاریخ ۲۸ ژانویه ۲۰۱۸ در رویال رامبل، دویل دهمین نفر وارد اولین مسابقه رویال رامبل زنان شد و او توری ویلسون را حذف کرد و ۶:۴۱ در رینگ ماند و توسط میشل مک کول حذف شد. او همچنین در اولین مسابقه Elimination Chamber زنان در تاریخ ۲۵ فوریه توسط الکسا بلیس حذف شد. در ماه آوریل، پیج به دلیل آسیب دیدگی در گردن از گروه کنار رفت و مدیر کل شو SmackDown شد. دویل در اولین حضورش در Wrestlemania، در WrestleMania 34، در بتل رویال زنان که نائومی برنده شد شرکت کرد.
در طول Superstar Shake-up 2018، دویل و رز به SmackDown فرستاده شدند، اما پیج اعلام کرد که آنها کمک خاصی نمی‌کند و Absolution به پایان رسیده است. در طول تابستان، دویل به اتحاد خود با رز ادامه داد ، و در مسابقات مختلفی با تیم‌ها و تک آهنگ‌ها شرکت می‌کردند. در تاریخ ۲۸ اکتبر، دویل در پی پر ویو WWE Evolution در بتل رویال شرکت کرد اما او توسط مندی رز حذف شد. در ماه نوامبر اعلام شد که دویل بخشی از تیم اسمکدان برای مسابقه حذف سنتی پنج بر پنج در Survivor Series می‌باشد. در اولین حضورش در این رویداد، دویل یکی از دو زن نهایی این تیم در کنار آسوکا بود، اما او پس از درگیری با بیلی در خارج از رینگ مصدوم شد. در تاریخ ۲۷ ژانویه سال ۲۰۱۹، در رویال رامبل، دویل در دومین مسابقه خود رویال رامبل رقابت کرد، جایی که بیست و پنجمین نفر وارد شد و به مدت ۰۴:۲۶ در رینگ ماند، و توسط الکسا بلیس حذف شد. در فوریه ۱۷، دویل و رز در یک شش تیمی به رقابت مسابقه الیمینیشن چمبر برای افتتاحیه قهرمانی کمربند تگ تیم زنان پرداختند، جایی که آنها آخرین تیم حذف شده توسط برندگان نهایی ساشا بنکس و بیلی بودند.
اندکی پس از فست لین ۲۰۱۹، اتحاد بین دویل و رز یک بار دیگر به تصویر کشیده شد.
این دو در دومین مسابقه بتل رویال زنان در WrestleMania رقابت پرداختند، اما آنها یکی از آخرین رقبای حذف شده از مسابقه بودند. در ماه مه، به دویل و رز فرصتی داده شد که در مسابقه مانی این د بک زنان باشند. دویل می‌خواست به مندی رز کمک کند تا از نردبان بالا رود و کیف را بگیرد، اما بیلی توانست با آنها مبارزه کند و کیف را بگیرد.

## سایر رسانه‌ها
برناتو میزبان نمایش شو YouTube UFC AfterBuzz بود.
او اولین بازی ویدیویی WWE خود را به عنوان یک شخصیت قابل پخش در WWE 2K19 انجام داد.

## زندگی شخصی
برناتو اولین زن لزبین در WWE است.

## مسابقات قهرمانی و موفقیت‌ها
- Wrestling Pro Illustrated
  - رتبه ۷۲ از ۱۰۰ کشتی‌گیر برتر زن در PWI زن ۱۰۰ در سال 2018[۵۶]